# Lola Bezerra
Lola Bezerra (nacida Lola Rosy Bezerra; Goiânia, Brasil, 21 de septiembre de 1984) es una modelo, actriz y conductora brasileña que reside en Argentina.

## Carrera
Se dio a conocer en los medios en 2009 por haber formado parte del grupo musical Electro Stars, al reemplazar a Victoria Vanucci. El 4 de enero de 2011 el grupo se separó definitivamente.
En 2012, hizo su debut teatral con la obra “Cuatro colas y un funeral”, bajo la dirección de Carlos Evaristo. En enero de 2013 la obra se reestrenó y actualmente Bezerra forma parte de la misma.
En 2012 formó parte del programa Verano Fox Sports como panelista. En el mismo, un año más tarde debutó como conductora de televisión, solo que ahora el programa se llama Arena mix. El programa fue emitido por la cadena de cable Fox Sports. Además participó en la obra "Peter y Pan" en el Teatro Colon en Buenos Aires. 

En 2019 formó parte de Incorrectas por América TV.
En 2022 suele participar ocasionalmente en Mañanísima por Ciudad Magazine.

## Televisión
| Año       | Título                | Rol / Personaje | Canal      | Notas      |
| --------- | --------------------- | --------------- | ---------- | ---------- |
| 2011-2012 | Los Únicos            | Luly / Selena   | Canal 13   | Actriz     |
| 2012      | Dulce amor            | Paola           | Telefe     | Actriz     |
| 2012-2013 | Arena mix             | Ella misma      | Fox Sports | Conductora |
| 2013      | Los vecinos en guerra | Manuela         | Telefe     | Actriz     |

## Teatro
| Año       | Título                    | Rol / Personaje | Dirección       | Notas                    |
| --------- | ------------------------- | --------------- | --------------- | ------------------------ |
| 2012-2013 | Cuatro colas y un funeral | Maca            | Carlos Evaristo | Debut en artes escénicas |